# زین‌العابدین شیدفر
زین‌العابدین شیدفر (۱۲۸۳ - ؟) حقوق‌دان ایرانی و استاد حقوق صنعتی در دانشکده فنی دانشگاه تهران بود. او برای نگارش کتاب حقوق عمومی و اداری  در سال ۱۳۳۶ برندهٔ جایزه سلطنتی کتاب سال شد.

## آثار
- حقوق کار و صنعت
- حقوق عمومی و اداری
- تاریخ طبیعی: برای سال چهارم مدارس متوسطه
- اقتصاد در فنون و صنایع
- اصول حسابرسی و مدیریت در موسسات
- اقتصاد اجتماعی